# 車太鉉
車太鉉（韓語：차태현，1976年3月25日—），韓國演員、歌手、電台DJ。為前KBS《兩天一夜》主持人之一。他在韓國首爾出生及成長。1995年透過試鏡選拔而踏入娛樂圈。1997年開始在電影中演出，2001年開始成為歌手。他曾是首爾的知名電台DJ，後來憑著演出改編自網上同名小說的《我的野蠻女友》而竄紅電影界，之後電影和電視劇的片約都絡繹不絕。

## 演出作品

### 電視劇
- 1995年：KBS《年經人的場地》
- 1996年：KBS《爸爸》
- 1996年：KBS《初戀》
- 1997年：KBS《明星》
- 1997年：MBC《Ready Go》
- 1998年：MBC《向日葵》
- 1999年：MBC《我愛你》
- 1998年：MBC《害羞的戀人》
- 1999年：MBC《美麗的陽光》飾演 姜仁河
- 1999年：MBC《親愛的你》
- 1999年：SBS《Happy Together》飾演 車新榮
- 2000年：SBS《茱麗葉的男朋友》飾演 張紀風
- 2004年：MBC《皇太子的初戀》飾演 崔健熙
- 2007年：KBS《為尋花而來》飾演 尹浩尚
- 2008年：MBC《綜合醫院2》飾演 崔真尚
- 2011年：MBC《光與影》（客串）
- 2012年：KBS《順藤而上的你》飾演 車太奉（客串）
- 2012年：KBS《田禹治》飾演 田禹治／李治
- 2014年：MBC《Drama Festival－4teen》飾演 成年申英勳（特別演出）
- 2015年：KBS《製作人》飾演 罗俊模
- 2016年：KBS《雲畫的月光》飾演 盧大根（特別演出）
- 2016年：SBS《藍色海洋的傳說》（特別演出）
- 2017年：KBS《最佳的一擊》飾演 李光宰
- 2018年：KBS 《最完美的離婚》 飾演 趙碩武
- 2020年：OCN《法外搜查》飾演 陳江浩
- 2020年：tvN《產後調理院》飾演 護理士 安熙南兒子（客串）
- 2021年：KBS《警察課程》飾演 劉東萬
- 2022年：KBS《美男堂》飾演 神父（客串）
- 2022年：KBS《Dear.M》飾演 车太铉代表（客串）
- 2023年：KBS《頭腦共助》飾演 琴明世
- 2023年：Disney+《Moving》飾演 全啟道
- 2023年：tvN《特务家族》飾演 車先生（特別出演）

### 電影
- 1997年：《歡樂教堂（朝鲜语：할렐루야 (영화)）》
- 2001年：《我的野蠻女友》飾演 牽牛
- 2002年：《向左愛向右愛（朝鲜语：연애소설 (영화)）》飾演 李志煥
- 2003年：《瘋狂初戀（朝鲜语：첫사랑 사수 궐기대회）》飾演 太一
- 2003年：《快樂聖誕（朝鲜语：해피 에로 크리스마스）》飾演 成兵基
- 2004年：《誰拿了錄像帶（朝鲜语：어깨동무 (영화)）》（客串）
- 2004年：《瘋狂黑社會（朝鲜语：투 가이즈）》飾演 勳
- 2004年：《野蠻師姐》飾演 站台上的男人（客串）
- 2005年：《我和我的女友（朝鲜语：파랑주의보）》飾演 秀浩
- 2005年：《戀人絮語》飾演 鄭河錫
- 2007年：《蒙面达虎（朝鲜语：복면달호）》飾演 奉達虎
- 2008年：飾演 李承龍
- 2008年：（配音）
- 2008年：《武林女大生（朝鲜语：무림여대생）》（客串）
- 2008年：《急速醜聞》飾演 南賢秀
- 2009年：《兔子和蜥蜴（朝鲜语：토끼와 리저드）》飾演 英男（客串）
- 2009年：《Triangel（朝鲜语：트라이앵글 (2009년 영화)）》飾演 柳善宇的鄰居
- 2010年：《開心鬼上身》飾演 相滿
- 2011年：《陽光姊妹淘》飾演 保險公司模特兒（客串）
- 2011年：《冠軍（朝鲜语：챔프 (2011년 영화)）》飾演 承浩
- 2012年：《俠盜冰團》飾演 李德懋
- 2012年：《永無結局的故事（朝鲜语：네버엔딩 스토리 (2012년 영화)）》飾演 松景的朋友（客串）
- 2013年：《偷心賊》飾演 李虎泰鄰居（客串）
- 2014年：《宅男慢半拍（朝鲜语：슬로우 비디오）》飾演 呂長富
- 2014年：《技術者們》（客串）飾演 車太鉉
- 2015年：《我的新野蛮女友》飾演 牽牛
- 2017年：《因為愛》飾演 陳伊亨
- 2017年：《與神同行》[1]飾演 金自鴻
- 2022年：《非常杀手》飾演 流氓（客串）
- 2023年：《超完美狗保姆》飾演 真國

## 導演作品

### 電視劇
- 2017年：KBS《最佳的一擊》

## 綜藝節目
| 日期                           | 頻道               | 節目名稱                    | 成員                                                 |
| 2012年3月4日－2013年11月24日   | KBS                | 《兩天一夜》第二季          | 李壽根、金鍾旼、嚴泰雄、成始璄、周元、金勝友、柳海真 |
| 2013年12月1日－2019年3月10日   | KBS                | 《兩天一夜》第三季          | 金鍾旼、Defconn、鄭俊英、金柱赫、尹施允、金俊浩      |
| 2017年10月10日－2017年12月19日 | KBS2               | 《龍屬相俱樂部-頑童老友記》 | 金鐘國、張赫、洪京民、洪景仁                         |
| 2018年1月3日－2019年3月20日    | MBC                | 《黃金漁場 Radio Star》     | 尹钟信、金国鎮、金九拉                               |
| 2018年6月1日－2018年8月31日    | KBS                | 《那裡是哪裡》              | 池珍熙、曹世鎬、裴正南                               |
| 2020年7月12日－2020年9月20日   | tvN                | 《首爾鄉巴佬》              | 李昇基                                               |
| 2021年2月25日－2021年5月6日    | tvN                | 《偶然成為社長》            | 趙寅成                                               |
| 2021年4月10日－2021年6月26日   | MBN                | 《全國各地Cook》            | 張赫、李相燁、安貞桓、朴泰桓、金泰均、玄周燁         |
| 2021年11月12日－至今           | JTBC               | 《多數的閒聊》              | 柳喜烈                                               |
| 2022年2月17日－2022年4月21日   | tvN                | 《偶然成為社長2》           | 趙寅成                                               |
| 2023年8月18日－2023年          | JTBC               | 《快递在蒙古蒙古》          | 金鐘國、張赫、洪京民、洪景仁、姜勳                   |
| 2023年10月26日－2024年1月11日  | tvN                | 《偶然成為社長3》           | 趙寅成                                               |
| 2024年2月23日－2024年4月12日   | Amazon Prime Video | 《公寓404》                 | 劉在錫                                               |
| 2024年12月1日－                | tvN                | 《Handsome Guys》           | 李伊庚 、 金東炫 、 吳尚旭、 申承浩                  |

## 音樂作品
- 2001年：《Accident》

1. 谛念
2. I Love You
3. 生日礼物
4. 美丽的人
5. 是的...
6. 最后一天
7. 不必知道
8. 你的影子后
9. 请求
10. 朋友与恋人
11. 迷茫
12. 这个季节过后
13. 郊游
14. I Love You（Remix）
15. The Last Day（乐曲）

- 2003年：《The【BU：K】》

1. 爱星星的王子的梦
2. Again To Me
3. Love Story
4. 容恕
5. 悲伤的离别后
6. I Can Wating For You
7. 谢谢及幸福
8. 爱情滋味
9. 傻子
10. 照片
11. 一直如现在
12. Summer Story
13. 容恕（乐曲）
14. 悲伤的离别后（Remix）
15. 不知道吗（中文-赠送版）
16. I BELIEVE（中文-赠送版）
17. I Can Wating For You（中文-赠送版）

## 電台DJ
- 2000年：KBS《車太賢的FM人气歌謠》
- 2007年-2008年：KBS Cool FM 《安在旭，車太賢的Mr.Radio》

## 獲獎
| 年份   | 颁奖礼                   | 奖项                        | 作品                   |
| 1995年 | KBS超級藝人              | 銀獎                        |                        |
| 1999年 | SBS演技大賞              | 新人獎                      |                        |
| 1999年 | MBC演技大賞              | 新人獎                      | 《親愛的你》           |
| 1999年 | 第35屆百想藝術大賞       | TV男子新人演技獎            |                        |
| 2000年 | SBS演技大賞              | i獎                         |                        |
| 2000年 | SBS演技大賞              | 大明星獎                    |                        |
| 2000年 | SBS演技大賞              | 人氣獎                      |                        |
| 2001年 | 第22屆青龍電影獎         | 男新人獎                    |                        |
| 2002年 | 第39屆大鐘獎             | 人氣獎                      |                        |
| 2002年 | 第25屆黃金演技獎         | 男新人獎                    |                        |
| 2002年 | 第23屆青龍電影獎         | 人氣明星獎                  |                        |
| 2003年 | 第24屆青龍電影獎         | 人氣明星獎                  |                        |
| 2005年 | 第42屆儲蓄日總統表彰     |                             |                        |
| 2007年 | KBS演藝大賞              | 電台DJ獎                    |                        |
| 2009年 | 第5屆Max Movie最佳電影獎 | 最佳男演員獎                |                        |
| 2012年 | KBS演藝大賞              | 綜藝部門 最佳娛樂人獎       | 《兩天一夜》           |
| 2013年 | KBS演藝大賞              | 綜藝部門 最優秀男子賞       | 《兩天一夜》           |
| 2015年 | KBS演技大賞              | 迷你連續劇男子優秀演技獎    | 《製作人》             |
| 2018年 | MBC演藝大賞              | 音樂和脫口秀部門 男子優秀賞 | 《黃金漁場Radio Star》 |
| 2018年 | KBS演技大賞              | 男子最優秀演技獎            | 《最完美的離婚》       |
| 2021年 | KBS演技大賞              | 男子最優秀演技獎            | 《警察課程》           |
| 2021年 | KBS演技大賞              | 最佳CP獎(與振永)            | 《警察課程》           |
| 2023年 | 第43届黄金摄影奖         | 人气奖                      | 《超完美狗保姆》       |

## 音樂節目獎項
| 年份   | 日期    | 電視台 | 節目名稱   | 獲獎歌曲    | 排名                |
| 2001年 | 3月17日 | MBC    | Music Camp | I Love You  | 1位                 |
| 2001年 | 3月24日 | MBC    | Music Camp | I Love You  | 1位                 |
| 2001年 | 4月1日  | SBS    | 人氣歌謠   | I Love You  | 1位（Mutizen Song） |
| 2001年 | 4月7日  | MBC    | Music Camp | I Love You  | 1位                 |
| 2003年 | 6月8日  | SBS    | 人氣歌謠   | Again to me | 1位（Mutizen Song） |
| 2003年 | 6月14日 | MBC    | Music Camp | Again to me | 1位                 |
| 2003年 | 6月15日 | SBS    | 人氣歌謠   | Again to me | 1位（Mutizen Song） |

## 外部連結
- 車太鉉在互联网电影资料库（IMDb）上的資料（英文）（英文）